# Suillia villeneuvei
Suillia villeneuvei är en tvåvingeart som beskrevs av Leander Czerny 1924. Suillia villeneuvei ingår i släktet Suillia och familjen myllflugor. Inga underarter finns listade i Catalogue of Life.